# Curzonova linija
Kada su za poljsko-sovjetskog rata mladi Poljaci prodrli 1919. u Ukrajinu i Bjelorusiju, Pariška mirovna konferencija predložila je da se poljsko-ruska granica povuče prema liniji: Grodno - Jalovka - Nemirov - Brest-Litovsk - Dogursk - Ustilug - Krylov, zapadno od Rave Ruske i istočno od Pemysla do Karpata. Ta linija je kasnije nazvana Curzonovom linijom, prema britanskom političaru Georgeu Nathanielu Curzonu. 
Poljska je odbila taj prijedlog, a kada je Crvena armija prešla u protunapad i potisnula poljsku vojsku, Curzon je u srpnju 1920. predložio ruskoj vladi da zaključi primirje i da se Crvena armija zaustavi na 50 km istočno od te linije, ali je tada sovjetska vlada odbila tu liniju. Crvena armija je u kolovozu 1920. poražena, morala se povući i sovjetska vlada je pristala da 12. ožujka 1921. u Rigi potpiše ugovor o miru s Poljskom, u kojem je prisiljena pristati da se poljsko-ruska granica povuče 150 km istočno od Curzonove linije. Današnja istočna poljska granica, uspostavljena nakon Drugoga svjetskog rata kao poljsko-sovjetska granica, u glavnim crtama odgovara Curzonovoj liniji. 